# Effet Wilson-Bappu

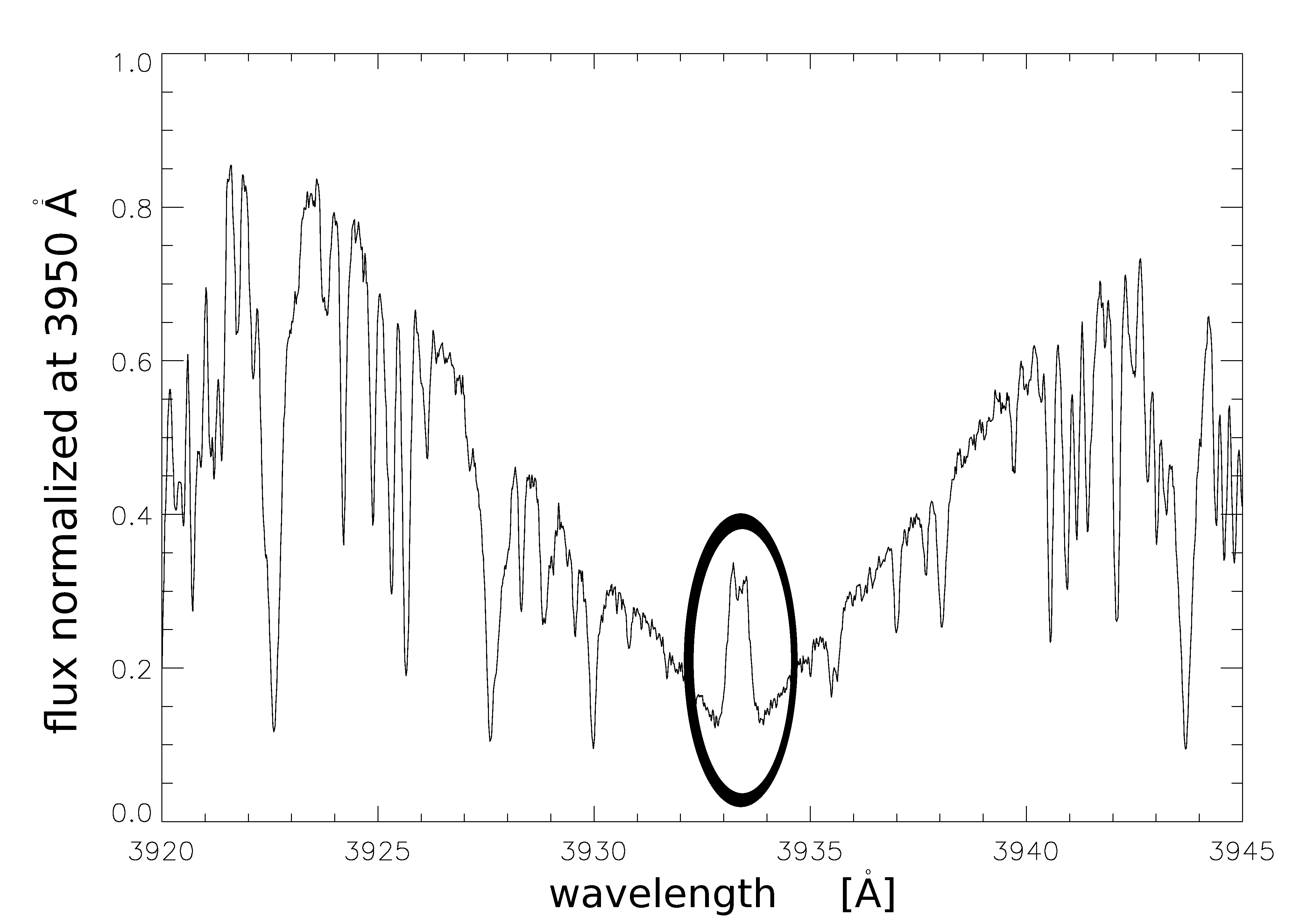
Spectre de raies K de KW 326, une étoile naine de l'amas ouvert Praesepe. La raie est très large et très profonde, et elle provient de la photosphère, comme toute autre raie d’absorption. Plusieurs autres raies y sont superposées. Au centre, l’émission due à la raie K elle-même, qui a lieu dans la chromosphère.

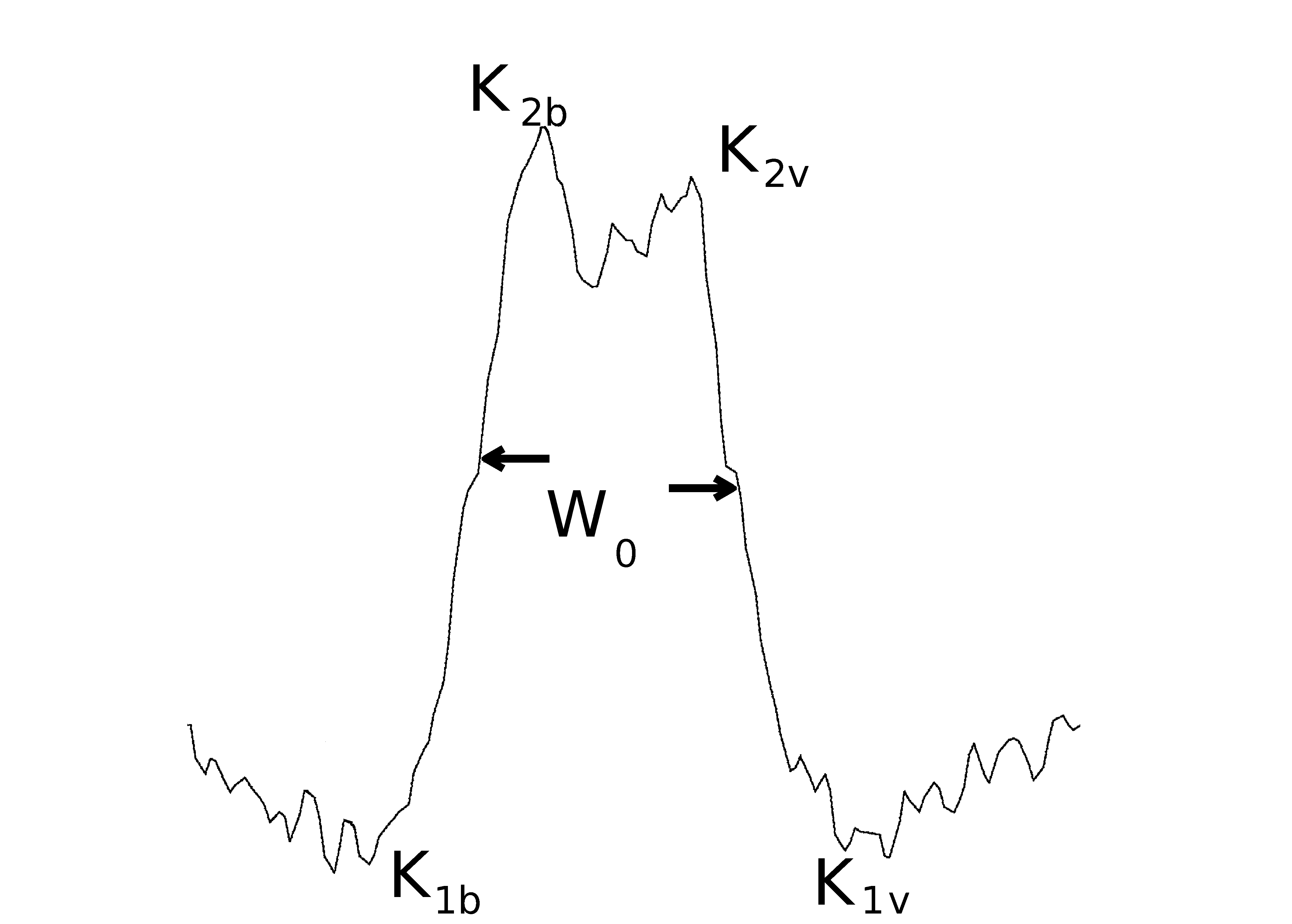
Zoom sur le cœur en émission. W0 est défini comme la différence de longueur d’onde entre les points situés de part et d’autre de l’émission à une intensité moyenne comprise entre le minimum K1 et le maximum K2.

Dans les étoiles froides, la raie K du calcium une fois ionisé (Ca II K) est une des raies d'émission les plus fortes originaires de la chromosphère de l'étoile. L'effet Wilson-Bappu, ou plus proprement la relation de Wilson-Bappu, est la remarquable corrélation, rapportée en 1957 par Olin C. Wilson et M. K. Vainu Bappu, entre la largeur mesurée de cette raie d'émission et la magnitude visuelle absolue de l'étoile. Cette corrélation est indépendante du type spectral et est applicable aux étoiles de la séquence principale de type G (naines jaunes) et K (naines orange) ainsi qu'aux étoiles géantes de type M (géantes rouges). Plus la bande d'émission est large, plus l'étoile est brillante, ce qui est corrélé empiriquement à la distance.
L'intérêt principal de l'effet Wilson-Bappu réside dans les faits suivants :
- l'effet Wilson-Bappu peut être étudié sur des étoiles proches, pour lesquelles la distance peut être obtenue par des méthodes indépendantes, et il peut être exprimé sous une forme analytique simple. En d'autres termes, l'effet Wilson-Bappu peut être étalonné avec des étoiles situées à moins de 100 parsecs du Soleil ;
- la largeur du cœur de l'émission de la raie K (W0) peut être mesurée pour des étoiles lointaines ;
- en connaissant W0 et la forme analytique exprimant l'effet Wilson-Bappu, il est possible de déterminer la magnitude absolue d'une étoile
- la distance de cette étoile peut être immédiatement déduite de la connaissance des magnitudes apparente et absolue, à condition que le rougissement interstellaire soit négligeable ou bien connu.